# The Woman Who Left
The Woman Who Left (englisch für „Die Frau, die ging“, Tagalog Ang Babaeng Humayo) ist ein philippinischer Spielfilm des Regisseurs Lav Diaz. Der Film aus dem Jahr 2016 wurde bei den 73. Internationalen Filmfestspiele von Venedig mit dem Hauptpreis Goldener Löwe ausgezeichnet. Das 226-minütige Werk ist in schwarzweiß gehalten.
Filmemacher Diaz ließ sich von der Lektüre einer Kurzgeschichte Tolstois zu Ang Babaeng Humayo inspirieren. Für die Hauptdarstellerin Charo Santos-Concio war es der erste Spielfilm seit ihrem Rücktritt als Präsidentin der ABS-CBN Corporation.
Der deutsche Kinostart war am 4. Februar 2018.

## Handlung
Die Philippinen, im Jahr 1997: Die unschuldig wegen Mordes verurteilte Lehrerin Horacia wird nach 30 Jahren Haft aus dem Straflager entlassen. In Freiheit findet sie nicht nur ihr persönliches Umfeld völlig verändert vor, sondern wird auch mit einer gewandelten philippinischen Gesellschaft konfrontiert. Sie beschließt, sich an dem Mann zu rächen, der für ihre ungerechtfertigte Inhaftierung verantwortlich war, Rodrigo, ihrem ehemaligen Liebhaber. Während sie ihm nachspioniert, freundet sie sich mit Randständigen an.

## Kritik
Der Filmdienst konstatierte, der Film umkreise in „kunstvollen schwarzweißen Tableaus […] eine um ihr Leben betrogene Frau beim Versuch, sich aus dem Schatten des Vergangenen zu lösen“. Dabei entwickle er sich „zu einem berührenden Panorama der Verlierer innerhalb der philippinischen Gesellschaft“.